# Pirané
Pirané est une ville de la province de Formosa, en Argentine, et le chef-lieu du département de Pirané.
Elle est située à 110 km à l'ouest de Formosa, la capitale provinciale.